# Georg Peter Rönblad
Georg Peter Rönblad (i riksdagen kallad Rönblad i Härnösand), född 29 augusti 1812 i Njurunda socken, Västernorrlands län, död 28 maj 1873 i Härnösand, var en svensk rådman och riksdagsman.
Rönblad var rådman i Härnösand. Han företrädde borgarståndet i Härnösands stad, Strängnäs stad och Söderköpings stad vid ståndsriksdagen 1850/51 samt borgarståndet i Härnösands stad och Umeå stad vid ståndsriksdagen 1856/58. Han var även riksdagsledamot i andra kammaren 1867 för Härnösands, Umeå, Luleå och Piteå valkrets.